# Anwar Ahmed Khan
Anwar Ahmed Khan, detto Anu (in urdu انور احمد خان‎?; Bhopal, 24 settembre 1933 – Karachi, 2 maggio 2014), è stato un hockeista su prato pakistano.
Ha rappresentato il Pakistan ai Giochi olimpici di Melbourne 1956, vincendo la medaglia d'argento, a quelli di Roma 1960, vincendo la medaglia d'oro, e a quelli di Tokyo 1964, vincendo la medaglia d'argento.

## Palmarès
- Giochi olimpici

Melbourne 1956: argento
Roma 1960: oro
Tokyo 1964: argento
- Giochi asiatici

Tokyo 1958: oro
Giacarta 1962: oro